# Año Internacional de la Moderación
2019 fue proclamdo Año Internacional de la Moderación por la Asamblea General de las Naciones Unidas mediante la resolución A/RES/72/130, adoptada el 8 de diciembre de 2017. La iniciativa tuvo como propósito fundamental fomentar una cultura de paz, diálogo y entendimiento mutuo entre naciones, comunidades e individuos, con el fin de prevenir conflictos y promover la estabilidad global. La moderación se consideró un valor clave para contrarrestar el extremismo, la intolerancia y la violencia.

## Actividades y alcance
Durante el año, se llevaron a cabo diversas actividades a nivel internacional para promover los principios de moderación en distintos ámbitos, incluyendo la educación, la política, el desarrollo comunitario y los medios de comunicación. Se alentó a los Estados miembros de la ONU y a otras organizaciones a diseñar estrategias que fomentaran el diálogo intercultural y la cooperación internacional. Se puso un énfasis particular en la prevención del extremismo violento, abordando sus raíces a través de la educación, el desarrollo económico y la promoción de derechos humanos.
El financiamiento para las actividades conmemorativas provino principalmente de contribuciones voluntarias, tanto de los gobiernos como del sector privado y organizaciones internacionales. Se promovió la colaboración entre organismos como la UNESCO, el Programa de las Naciones Unidas para el Desarrollo (PNUD) y diversas ONG especializadas en la resolución de conflictos y el fomento de la paz.